# JF Hillebrand
Pour les articles homonymes, voir Hillebrand.
JF Hillebrand Group est une entreprise de logistique allemande, basée à Mayence, qui appartient à Deutsche Post.

## Histoire
En 1844, sur les rives du Rhin, à Mayence (Allemagne), Johann Friedrich Hillebrand fonde son entreprise de commissionnaire de transport. Il organise le transport de vins allemands sur péniche depuis les régions viticoles vers les ports de la Mer du Nord comme Hambourg ou Amsterdam.
En 1918, à l’issue de la Première Guerre Mondiale, Karl Hillebrand, petit-fils de Johann Friedrich, prend la direction de l’entreprise qui emploie alors 10 personnes. Avec son fils Jan, ils tissent de solides partenariats aux États-Unis.
En 1945, Mayence est fortement bombardée durant la Seconde Guerre Mondiale, et les installations de l’entreprise, entrepôts et bureaux, sont détruites. 
En 1974, JF Hillebrand Group crée sa première filiale en dehors de l’Allemagne, au cœur de la Bourgogne, à Beaune, et initie le maillage de son propre réseau international de bureaux dans 78 pays. L'entreprise capitalise sur son réseau logistique et élargit ses services à tous types de produits.
En 2007, JF Hillebrand Group acquiert le groupe anglais TransOcean Distribution (TOD), spécialiste du transport de liquides en vrac, grâce à des poches flexibles (FlexiTanks) installées dans les conteneurs.
En 2010, JF Hillebrand Group devient HillebrandGroup et les deux entités, JF Hillebrand et TransOcean, emploient plus de 1400 personnes dans près de 80 agences à travers le monde. JF Hillebrand France est certifié du statut d’opérateur économique agréé (OEA) au plus haut niveau de certification.
En août 2021, Deutsche Post annonce l'acquisition de JF Hillebrand pour 1,5 milliard d'euros et fusionne avec son concurrent Gori pour former Hillebrand Gori via la filiale DHL Global Forwarding.

## Activités
JF Hillebrand est commissionnaire de transport.